# Écluse Bayard
L'écluse Bayard est la troisième écluse du canal du Midi, située face à la gare de Toulouse-Matabiau sur la commune de Toulouse dans la Haute-Garonne. Écluse double construite vers 1670, elle se trouve à 3,6 km des Ponts-Jumeaux, point de départ et de jonction avec le canal latéral à la Garonne et le canal de Brienne à Toulouse.

## Histoire
Dans les années 1970, l'écluse reviendra à un seul bassin lors de travaux dans le cadre de la mise au gabarit Freycinet.
L'écluse Bayard, ascendante dans le sens ouest-est, se trouve à une altitude de 145 m. Les écluses adjacentes sont l'écluse de Castanet à l'est et l'écluse des Minimes à l'ouest.
En 2019, une partie du canal à l'entrée de l’écluse Bayard, devant la gare Matabiau, sera recouverte d’une plateforme en bois en guise de parvis, dans le cadre de Toulouse Euro-Sud-Ouest,.